# Guy Mauvillain
Guy William André Mauvillain, né le 7 décembre 1919 à La Rochelle en Charente-Inférieure et mort le 27 juillet 2003 à Luçon (Vendée), est un homme français qui a été victime d'une erreur judiciaire.

## Biographie

### Jeunesse
Guy William André Mauvillain est né le 7 décembre 1919 à La Rochelle.
Décrit comme étant un "flambeur" lors de sa jeunesse, Guy Mauvillain ne tarde pas à se faire remarquer vis-à-vis des personnes de son entourage. 

### Premiers séjours en prison
Dans les années 1950, Guy Mauvillain est condamné pour vol de voiture, complicité de cambriolage et proxénétisme hôtelier pour avoir loué un studio à une prostituée.
Mauvillain fait ainsi deux séjours de prison pour ses méfaits.
Libéré, Guy Mauvillain devient comptable et se marie avec une infirmière. Décrit comme étant un homme "gentil" et "serviable", il ne fera plus parler de lui avant son accusation à tort en janvier 1975.

## L'affaire Meilhan

### Le meurtre
Le 9 janvier 1975 à 20 h 30 à La Rochelle, Élise Meilhan, professeur de musique retraitée de 76 ans, est sauvagement agressée dans sa maison au 51 de l'avenue Jean-Guiton. Sa voisine entendant des cris, elle avertit les pompiers qui trouvent la vieille femme le crâne fracassé.  
Avant de sombrer dans un coma définitif, Élise Meilhan lâche un nom au docteur Girard, le médecin qui l'a secourue : « C'est le mari de Mme Mauvillain, l'infirmière… »,. 
Les soupçons se portent immédiatement sur Guy Mauvillain, âgé de 55 ans.

### L'enquête et la condamnation
Guy Mauvillain est arrêté le jour même puis relâché, faute de preuve. Mais, le 28 janvier, jour du décès d'Élise Meilhan, il est à nouveau interpellé, inculpé de meurtre et emprisonné. 
Après une instruction bâclée en six mois (le juge s'appuie sur le fait que Guy Mauvillain, alors comptable sans emploi, fut 25 ans auparavant condamné pour proxénétisme hôtelier, complicité de cambriolage et vol de voiture), un procès d'une demi-journée (au cours duquel l'avocat général Gabriel Gay, lance, à l'heure du réquisitoire, le fameux « Ce n'est pas moi qui vous accuse, c'est votre victime ! ») et un délibéré d'une demi-heure, il est condamné le 25 novembre 1975 par la cour d'assises de la Charente-Maritime, à Saintes à dix-huit ans de réclusion pour le meurtre d'Élise Meilhan.

### Demandes de procès en révision
Un comité de défense, appuyé par la Ligue des droits de l'homme, demande une révision du procès. Maître Jean-Yves Dupeux, l'avocat de Mauvillain, forme ce recours en révision fondé sur deux éléments nouveaux, le témoignage de la voisine qui dit avoir entendu Mauvillain s'affairer dans sa cuisine le soir du crime, et l'expertise de neurologues et de neurochirurgiens qui doutent du degré de lucidité de la victime. 
Par deux fois en 1979 et 1982, cette demande est refusée, au motif qu'à cette époque le code de procédure pénale imposait de prouver son innocence pour obtenir une révision de son procès,.

### Libération, nouveau procès et indemnisation
En juillet 1981, en vertu de l'article 624 alinéa 4 du Code de procédure pénale, le nouveau garde des Sceaux Robert Badinter, dont l'associé Jean-Yves Dupeux est l'avocat de Mauvillain, signe sa suspension de peine, peu après une contre-enquête menée par le chroniqueur judiciaire Paul Lefèvre. Le 18 juillet, Mauvillain sort de prison. Le ministre de la Justice demande, par ordre exprès en vertu de l'article 623 du même code, au procureur général près la Cour de cassation Henri Maynier de saisir la chambre criminelle de la Cour de cassation, laquelle examine alors la demande de révision déposée quelques semaines plus tôt.
Le 18 novembre 1982, en revanche, cette requête en révision déposée par son avocat est rejetée par la chambre criminelle de la Cour de cassation,. 
Le 20 octobre 1983, le verdict de Saintes est cassé à la demande de la chancellerie « dans l'intérêt de la loi et du condamné », s'appuyant sur l'irrégularité de la procédure de tirage au sort des jurés. Il est rejugé et acquitté le 29 juin 1985 par la cour d'assises de la Gironde,,

## Après l'acquittement

### Recherche du vrai coupable
À la suite de l'acquittement de Mauvillain en juin 1985, la police remue ciel et terre, afin de retrouver le vrai coupable de meurtre d'Elise Meilhan.
L'enquête n'aboutit pas et se solde par une ordonnance de non-lieu.

### Indemnité
Le 16 janvier 1987 soit presque 12 ans  jour pour jour après le meurtre, la justice accorde comme indemnisation à Guy Mauvillain 400 000 francs de dommages et intérêts.
Mauvillain se sera battu, aussi bien en liberté qu'en prison, afin d'être innocenté et indemnisé.

### Décès
Guy Mauvillain est mort le 27 juillet 2003 en Vendée.

## Articles de presse
- « Justice tardive pour Mauvillain » Article d'Amandine Hirou publié le 8 décembre 2008 dans L'Express.
- « 2.455 jours et une valise » Article d'Éric Nicolas publié le 26 août 2013 dans Vosges Matin.

## Documentaires télévisés
- « Désigné coupable : l'affaire Mauvillain » le 7 juillet 2010 dans Accusé à tort sur M6.
- « Un coupable désigné : l'affaire Mauvillain » le 25 janvier 2012 dans Enquêtes criminelles : le magazine des faits divers sur W9.